# Эльвсборгсбрун

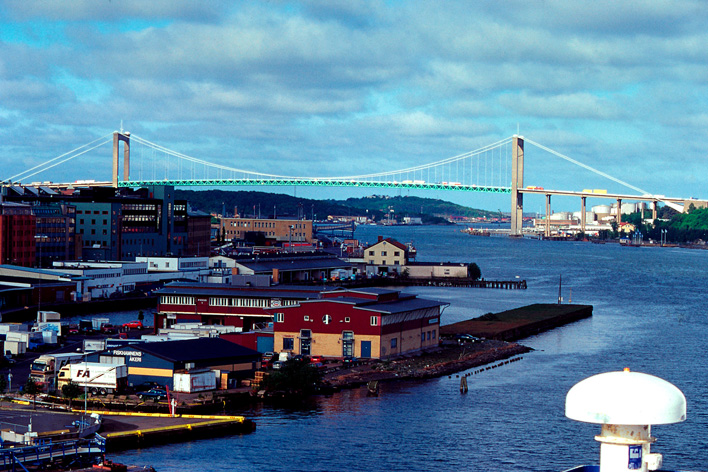
Вид на Эльвсборгский мост

Эльвсборгсбрун (швед. Älvsborgsbron) — висячий мост над рекой Гёта-Эльв в Гётеборге (Швеция), который соединяет северную и южную части города. Общая длина моста составляет 933 м, расстояние между башнями «основного пролёта» — 417 метров (по этому показателю мост и сейчас входит в первую сотню в мире), а возвышается мост над рекой на 45 м. Пилоны (опоры) высотой 107 м делают мост одним из самых известных достопримечательностей Гётеборга.
Мост был финишной линией в кругосветной регате Volvo Ocean Race, проводившейся в 2005—2006 гг.

## История
Был построен в 1966 году по проекту Свена Улофа Асплунда и открыт тогдашним министром транспорта Швеции Улофом Пальме.
Мост был построен по контракту компанией AB Armerad Betong och Fried, Krupp, Rheinhausen. Стоимость составила 56 миллионов шведских крон, а с соединительными проводами — свыше 130 миллионов крон. Работы на мосту начались осенью 1963 года и были полностью завершены в декабре 1967 года. 11 мая 1966 года в 12 часов дня, строительство последней части в середине моста было завершено, а 15 октября того же года мост был испытан на прочность: по нему проехались 40 грузовиков, вес которых составил в общей сложности 900 тонн.
В 1993—1995 гг. мост покрасили в зелёный цвет к Чемпионату мира по лёгкой атлетике, который проводился в Гётеборге в том же году.